# Côte cantabrique

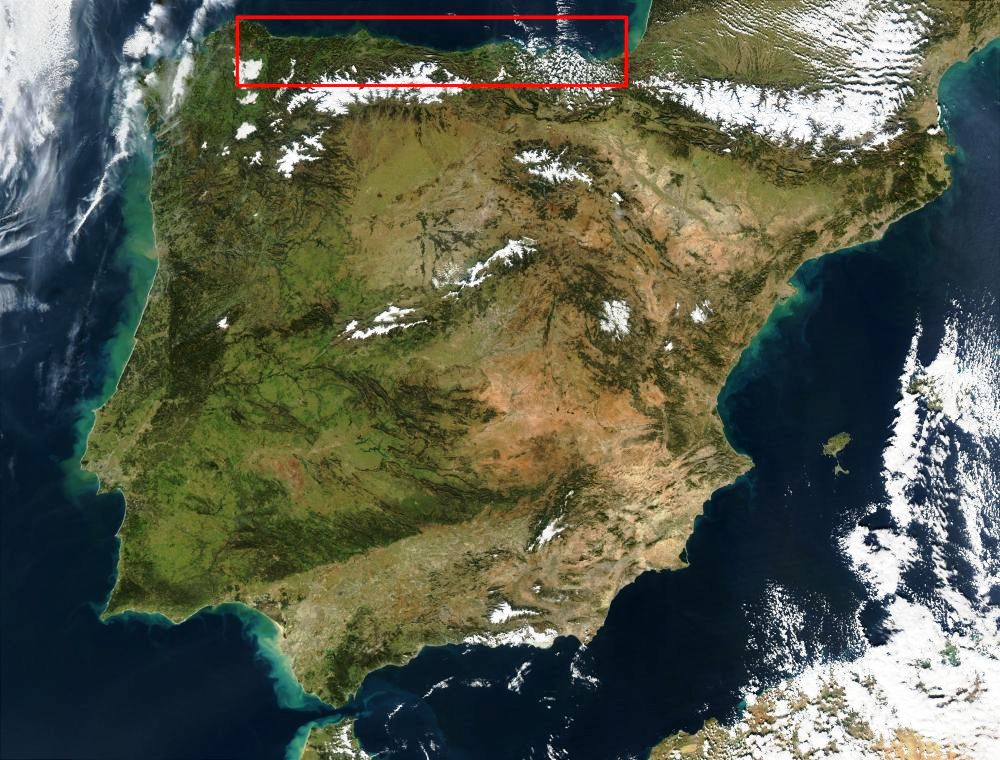
Le rectangle rouge désigne sur l'image satellite la localisation de la côte cantabrique en Espagne.

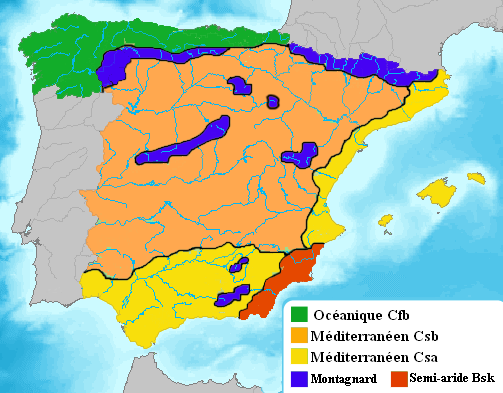
Le climat de cette région est essentiellement océanique humide.

La côte cantabrique est le nom donné à la côte le long du golfe de Gascogne dans le Nord de l'Espagne. Comprise dans la région touristisque de l'Espagne Verte, elle s'étend de la Galice au Pays basque en passant par les Asturies et la Cantabrie. 

## Climat
La région connaît un climat océanique humide caractérisé par des étés et des hivers doux. Les étés sont beaucoup plus frais que le reste de l'Espagne et sont également beaucoup plus pluvieux. Par conséquent, les canicules sont rares et faibles. Les précipitations annuelles se situent autour de 1 200 mm sur la côte mais s’élèvent jusqu'à 1 600 mm dans les zones montagneuses, d'où le nom « Espagne Verte ».

## Images

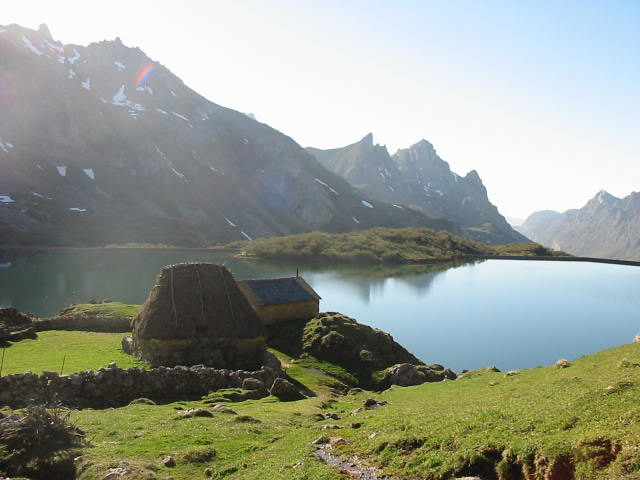
Somiedo, Asturies.
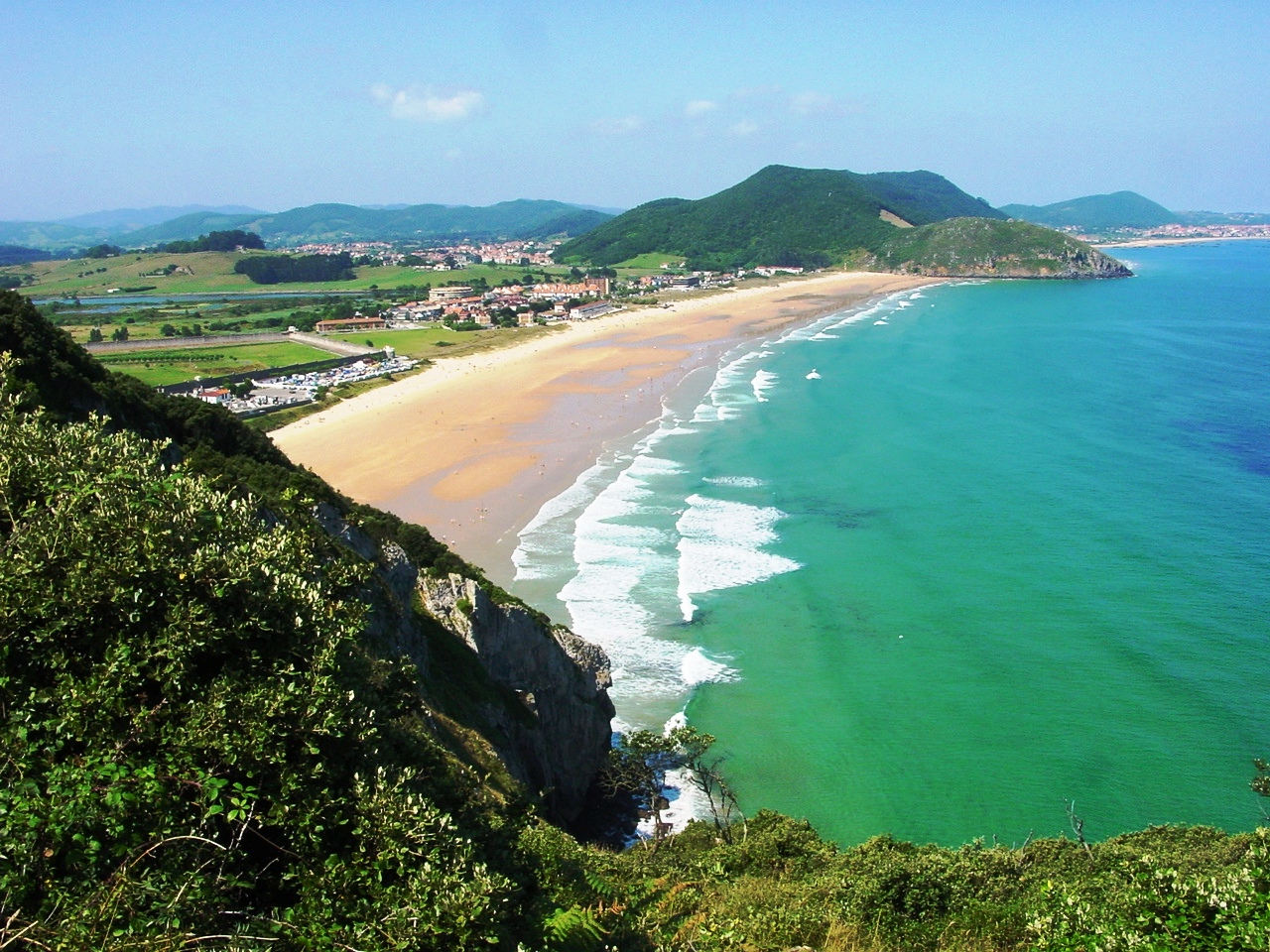
Plage de Berria, Cantabrie.
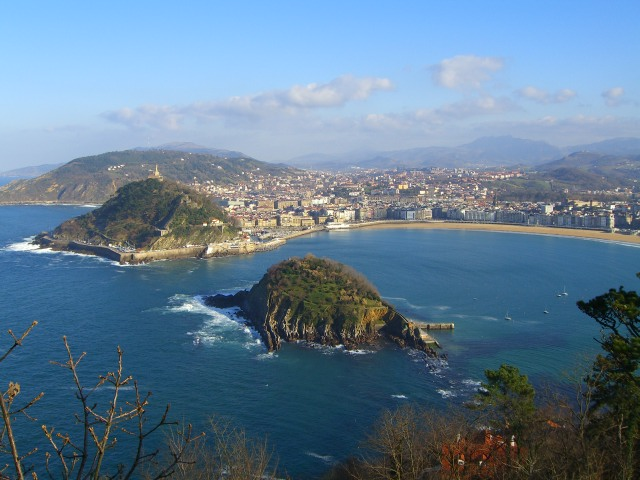
San Sebastián, Guipuscoa.
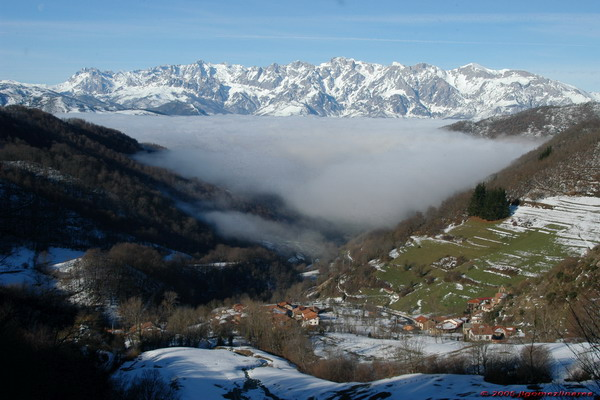
Pics d'Europe.